# 자라 회플린
자라 회플린(독일어: Sarah Höfflin, 1991년 1월 8일~)은 스위스의 프리스타일 스키 선수로 주 종목은 슬로프스타일이다. 그녀는 2018년 동계 올림픽 여자 슬로프스타일 부문에서 금메달을 획득했다. 또한 [세계 프리스타일 스키 선수권 대회|세계 선수권 대회]]에서 은메달 1개를 획득했고 엑스 게임에서 1회 우승을 차지했다.